# Escherbund
Der Escherbund wurde 1935 in der Schweiz gegründet. Er setzte sich für einen ethisch begründeten Sozialismus in der Tradition von Leonhard Ragaz ein. Mitbegründer und dann langjähriger Leiter war der Thurgauer Politiker Rudolf Schümperli, 1951–1956 folgte ihm Rolf Weber im Amt.
Es wurden Reisen, wöchentliche «Aussprachen» und Bildungsveranstaltungen organisiert, an denen über Gesellschaft, Politik und Geschichte debattiert wurde. Der Escherbund gab ab 1935 einen «Rundbrief» heraus, ab 1939 die Zeitschrift Der neue Bund. Die jährlichen Versammlungen des Escherbundes fanden im Herzberg statt.
2001 wurde der Escherbund aufgelöst.
Der Escherbund war nach Hans Conrad Escher von der Linth benannt. Grund dafür war dessen Haltung am Vorabend der Französischen Revolution: «Entweder erneuert sich unser Staat rechtzeitig aus eigener Kraft von innen her – oder er wird fast unvermeidlich durch auswärtige Kräfte gewaltsam dazu gezwungen werden – unter viel grössern Opfern.»
Bundesleiter von 1935 bis 2001: 
- 1935–51 Ruedi Schümperli
- 1951–56 Rolf Weber
- 1956 Max Lezzi
- 1956–59 Eva Lezzi
- 1959–62 Hermann Keller
- 1962–68 Arne Engeli
- 1968–73 Jakob Manz
- 1973–77 Trudi Hauser-Pestalozzi
- 1977–79 Albert Rauh
- 1979–82 Hans R. Meyer
- 1982–84 Eva Thürig
- 1984–88 Alina Hafen
- 1988–2001 Paul Binkert